# Flugplatz Segeletz

i7
i11
i13
Der Flugplatz Segeletz (ICAO-Code: EDAI) ist ein Sonderlandeplatz im Landkreis Ostprignitz-Ruppin. Er verfügt über eine 800 Meter lange und 30 Meter breite Graspiste und ist für Segelflugzeuge, Motorsegler, Ultraleichtflugzeuge und Motorflugzeuge mit einem Höchstabfluggewicht von bis zu zwei Tonnen zugelassen.